# Calamonastes undosus
Calamonastes undosus é uma espécie de ave da família Cisticolidae.
Pode ser encontrada nos seguintes países: Angola, Botswana, Burundi, República Democrática do Congo, Malawi, Moçambique, Namíbia, Ruanda, África do Sul, Suazilândia, Tanzânia, Zâmbia e Zimbabwe.